# Ryoji (イラストレーター)
Ryoji（りょうじ、1月12日 - ）は、日本のイラストレーター、漫画家。本名・旧名は野村良治（のむら りょうじ）。元日本一ソフトウェア社員で、PlayStation 2参入後には退社している。同社代表取締役の新川宗平とは同期であった。

## 作品リスト

### ゲーム
- エンジェル・ブレード（1997年7月3日）シナリオ協力、グラフィックデザイン
- マール王国の人形姫 （1998年12月17日）キャラクターデザイン
- リトルプリンセス マール王国の人形姫2 （1999年11月25日）キャラクターデザイン
- 天使のプレゼント マール王国物語 （2000年12月21日）キャラクターデザイン
- マールDEジグソー （2001年11月25日）キャラクターデザイン
- ラ・ピュセル 光の聖女伝説 （2002年1月31日）キャラクターデザイン
- マールじゃん!! （2003年4月24日）キャラクターデザイン
- インストールメアリー （2007年11月5日）キャラクターデザイン
- ラ・ピュセル†ラグナロック （2009年11月26日）キャラクターデザイン
- 圧倒的遊戯 ムゲンソウルズ（2012年3月22日）キャラクターデザイン
- 圧倒的遊戯 ムゲンソウルズZ（2013年4月25日）キャラクターデザイン
- メイQノ地下ニ死ス （2015年12月17日）キャラクターデザイン

### イラスト
- Riviera 〜約束の地リヴィエラ〜 prelude disc（2004年8月13日）
- Riviera 〜約束の地リヴィエラ〜 Epilogue Disc（2004年12月29日）
- タンクライフRPG ダークブレイズ（2009年6月1日）

### 漫画
- Bunny Honey!（『COMIC SIGMA』Vol.50）